# Riku Hahl
Riku Hahl (* 1. November 1980 in Hämeenlinna) ist ein ehemaliger finnischer Eishockeyspieler auf der Position des Centers. In der National Hockey League spielte er für die Colorado Avalanche, in der finnischen Liiga für HPK Hämeenlinna und Jokerit sowie für den HC Davos, Frölunda HC und Timrå IK.

## Karriere
Riku Hahl wurde beim NHL Entry Draft 1999 in der sechsten Runde an insgesamt 183. Position von der Colorado Avalanche ausgewählt, der Finne spielte jedoch noch zwei weitere Spielzeiten bei seinem Heimatverein HPK Hämeenlinna in der finnischen SM-liiga. Sein Debüt in der National Hockey League gab Riku Hahl in der Saison 2001/02. Den Großteil der Spielzeit verbrachte der Angreifer allerdings bei dem Farmteam der Avalanche, den Hershey Bears, in der American Hockey League. Der Finne absolvierte noch zwei weitere Spielzeiten für das Franchise aus Denver, bevor er sich während des Lockouts in der NHL-Saison 2004/05 erneut HPK Hämeenlinna anschloss.
Hahl blieb im Anschluss an die Saison in Europa, obwohl er ein Vertragsangebot der Avalanche bekam. Er unterschrieb beim Schweizer Club HC Davos einen Einjahresvertrag. Danach ging er nach Schweden und spielte zwei Saisons lang für Timrå IK in der Elitserien. Am 10. Juli 2008 unterschrieb der Stürmer einen Vertrag beim Frölunda HC. In seinem ersten Jahr bei dem Team aus Göteborg scheiterte es erst im Halbfinale der Saison 2008/09 an HV71 Jönköping. Am 25. Februar 2009 verlängerte der Stürmer seinen auslaufenden Kontrakt mit Frölunda um ein weiteres Jahr. Im Mai 2011 kehrte der Finne in seine Heimat zurück und unterschrieb einen Kontrakt bei Jokerit aus der SM-liiga.
Hahl absolvierte vier Spielzeiten bei Jokerit, inklusive einer Saison in der multinationalen KHL, ehe er im Juli 2015 zu seinem Stammverein zurückkehrte und dort einen Zweijahresvertrag unterschrieb.
2016 beendete er seine Karriere.

### International
Der defensivstarke Center spielte bei insgesamt sieben internationalen Turnieren für Finnland. Dabei gewann er bei den Weltmeisterschaften 2006 und 2008 jeweils die Bronzemedaille. Beim World Cup of Hockey 2004 belegte er mit seinem Team den zweiten Platz.

## Erfolge und Auszeichnungen
- 2000 Finnlands vorbildlichster Spieler
- 2006 Schweizer Vizemeister mit dem HC Davos

### International
- 2004 2. Platz beim World Cup of Hockey
- 2006 Bronzemedaille bei der Weltmeisterschaft
- 2008 Bronzemedaille bei der Weltmeisterschaft

## Karrierestatistik

### International
(Legende zur Spielerstatistik: Sp oder GP = absolvierte Spiele; T oder G = erzielte Tore; V oder A = erzielte Assists; Pkt oder Pts = erzielte Scorerpunkte; SM oder PIM = erhaltene Strafminuten; +/− = Plus/Minus-Bilanz; PP = erzielte Überzahltore; SH = erzielte Unterzahltore; GW = erzielte Siegtore; 1 Play-downs/Relegation; Kursiv: Statistik nicht vollständig)